# Magog, Québec
Magog är en stad (kommun av typen ville) och tätort (centre de population) i Québec i Kanada. Den ligger i regionen Estrie, i den sydöstra delen av landet, 280 km öster om huvudstaden Ottawa.